# Championnat d'Australie de football 2022-2023
Navigation
Édition précédente Édition suivante
La saison 2022-2023 de A-League est la quarante septième édition du championnat d'Australie de football, la dix-huitième sous cette appellation. Le premier niveau du football australien compte douze franchises (onze australiennes et une néo-zélandaise). La saison régulière se joue en une série de vingt-six rencontres jouées entre le 7 octobre 2022 et le 30 avril 2023. À la fin de cette première phase, les six premiers du classement disputent les Finals series pour remporter le titre.
Les huit premiers de la saison régulière se qualifient également pour les 16e de finale de la Coupe d'Australie, les quatre derniers jouent un barrage entre eux pour déterminer les deux clubs de première division qui participeront à la Coupe d'Australie (9e contre 12e et 10e contre 11e).
Le Western United FC est le tenant du titre de champion d'Australie.

## Les 12 clubs participants

### Carte
| \| Adelaide United Brisbane Roar Central Coast Mariners Macarthur FC Melbourne City Melbourne Victory Newcastle Jets Perth Glory Sydney FC WS Wanderers Western United FC \| Les onze clubs australiens de l'édition 2021-2022. |
| Adelaide United Brisbane Roar Central Coast Mariners Macarthur FC Melbourne City Melbourne Victory Newcastle Jets Perth Glory Sydney FC WS Wanderers Western United FC                                                          |

| \| Wellington Phoenix \| Le club néo-zélandais de l'édition 2022-2023. |
| Wellington Phoenix                                                     |

### Les franchises
| Club                     | Ville                                       | État                   | Entraîneur           | Stade                       | Capacité |
| ------------------------ | ------------------------------------------- | ---------------------- | -------------------- | --------------------------- | -------- |
| Adélaïde United          | Adélaïde                                    | Australie-Méridionale  | Carl Veart           | Hindmarsh Stadium           | 17 000   |
| Brisbane Roar            | Brisbane                                    | Queensland             | Warren Moon          | Suncorp Stadium             | 52 000   |
| Central Coast Mariners   | Gosford                                     | Nouvelle-Galles du Sud | Nick Montgomery (en) | Central Coast Stadium       | 20 000   |
| Macarthur                | Campbelltown, Sydney                        | Nouvelle-Galles du Sud | Dwight Yorke         | Campbelltown Stadium        | 17 500   |
| Melbourne City           | Melbourne                                   | Victoria               | Patrick Kisnorbo     | AAMI Park                   | 31 000   |
| Melbourne Victory        | Melbourne                                   | Victoria               | Tony Popović         | AAMI Park                   | 31 000   |
| Newcastle United Jets    | Newcastle                                   | Nouvelle-Galles du Sud | Arthur Papas (en)    | Hunter Stadium              | 26 000   |
| Perth Glory              | Perth                                       | Australie-Occidentale  | Ruben Zadkovich      | nib Stadium                 | 20 000   |
| Sydney                   | Sydney                                      | Nouvelle-Galles du Sud | Steve Corica         | Sydney Football Stadium     | 45 000   |
| Wellington Phoenix       | Wollongong, NSW, Australie (provisoirement) | Nouvelle-Zélande       | Ufuk Talay           | Wellington Regional Stadium | 34 500   |
| Western Sydney Wanderers | Sydney                                      | Nouvelle-Galles du Sud | Mark Rudan           | Parramatta Stadium          | 30 000   |
| Western United           | Geelong                                     | Victoria               | John Aloisi          | Eureka Park                 | 11 000   |

## Compétition

### Phase régulière

#### Classement
Les équipes sont classées selon leur nombre de points, lesquels sont répartis comme suite : trois points pour une victoire, un point pour un match nul, zéro point pour une défaite et zéro point en cas de forfait. Pour départager les égalités, les critères suivants sont utilisés
1. Différence de buts générale
2. Nombre de buts marqués
3. Face-à-face
4. Différence de buts lors des face-à-face
5. Tirage au sort

| Rang | Équipe                   | Pts | J  | G  | N | P  | Bp | Bc | Diff |
| ---- | ------------------------ | --- | -- | -- | - | -- | -- | -- | ---- |
| 1    | Melbourne City           | 55  | 26 | 16 | 7 | 3  | 61 | 32 | +29  |
| 2    | Central Coast Mariners   | 44  | 26 | 13 | 5 | 8  | 55 | 35 | +20  |
| 3    | Adelaide United          | 42  | 26 | 11 | 9 | 6  | 53 | 46 | +7   |
| 4    | Western Sydney Wanderers | 41  | 26 | 11 | 8 | 7  | 43 | 27 | +16  |
| 5    | Sydney FC                | 38  | 26 | 11 | 5 | 10 | 40 | 39 | +1   |
| 6    | Wellington Phoenix       | 45  | 26 | 9  | 8 | 9  | 39 | 45 | -6   |
| 7    | Western UnitedT          | 32  | 26 | 9  | 5 | 12 | 34 | 47 | -13  |
| 8    | Brisbane Roar            | 30  | 26 | 7  | 9 | 10 | 26 | 33 | -7   |
| 9    | Perth Glory              | 29  | 26 | 7  | 8 | 11 | 36 | 46 | -10  |
| 10   | Newcastle United Jets    | 29  | 26 | 8  | 5 | 13 | 30 | 45 | -15  |
| 11   | Melbourne Victory        | 28  | 26 | 8  | 4 | 14 | 29 | 34 | -5   |
| 12   | Macarthur FC             | 26  | 26 | 7  | 5 | 14 | 31 | 48 | -17  |

|  | Qualifié pour la Ligue des champions 2023-2024                                                |
|  | Qualifié pour la Coupe de l'AFC 2023-2024                                                     |
|  | Qualification 1er tour aux Séries finales et seizièmes de finale de la Coupe d'Australie 2023 |
|  | Qualification pour les seizièmes de finale de la Coupe d'Australie 2023                       |
|  | T : Tenant du titre C : Vainqueur de la Coupe d'Australie                                     |

- Avec le changement des dates des compétitions continentales sur la saison 2023-2024, l'Australie a deux championnats qui peuvent qualifier les clubs à ces compétitions, la fédération annoncera plus tard les modalités de qualification.

- Macarthur FC est qualifié pour la Coupe de l'AFC en tant que vainqueur de la Coupe d'Australie 2022.

#### Résultats
| Domicile \ Extérieur     | ADE    | BRI    | CCM    | MAC    | MCY    | MVC    | NEW    | PER    | SYD | WEL    | WSW    | WUN    | ADE | BRI    | CCM | MAC | MCY | MVC | NEW | PER | SYD    | WEL    | WSW | WUN    |
| ------------------------ | ------ | ------ | ------ | ------ | ------ | ------ | ------ | ------ | --- | ------ | ------ | ------ | --- | ------ | --- | --- | --- | --- | --- | --- | ------ | ------ | --- | ------ |
| Adelaide United          | —      | 2–1    | 29 Apr | 1–0    | 4–2    | 3–0    | 0–1    | 2–1    | 1–1 | 5–1    | 4–4    | 16 Apr | —   | —      | —   | —   | —   | 1–1 | —   | 2–0 | —      | —      | —   | —      |
| Brisbane Roar            | 1–1    | —      | 1–2    | 0–0    | 0–2    | 0–0    | 3–0    | 2–1    | 3–1 | 0–1    | 1–1    | 1–0    | —   | —      | —   | —   | 0–0 | —   | —   | —   | 24 Apr | —      | —   | —      |
| Central Coast Mariners   | 4–0    | 4–1    | —      | 2–3    | 15 Apr | 2–1    | 1–2    | 1–2    | 2–1 | 1–1    | 2–2    | 4–2    | —   | —      | —   | 4–1 | —   | —   | 3–0 | —   | —      | —      | —   | —      |
| Macarthur FC             | 2–0    | 3–2    | 1–2    | —      | 1–1    | 0–1    | 2–0    | 1–0    | 2–3 | 2–1    | 2–2    | 2–2    | —   | —      | —   | —   | —   | —   | 0–1 | —   | —      | 30 Apr | —   | —      |
| Melbourne City           | 3–3    | 2–1    | 1–0    | 6–1    | —      | 2–1    | 1–1    | 4–0    | 3–2 | 2–2    | 28 Apr | 2–1    | —   | —      | —   | —   | —   | —   | —   | —   | —      | 4–1    | —   | 4–0    |
| Melbourne Victory        | 1–1    | 0–1    | 2–0    | 23 Apr | 0–2    | —      | 4–0    | 0–0    | 1–2 | 3–1    | 0–1    | 1–2    | —   | 29 Apr | —   | —   | 3–2 | —   | —   | —   | —      | —      | —   | —      |
| Newcastle Jets           | 2–4    | 0–1    | 22 Apr | 14 Apr | 1–2    | 2–1    | —      | 2–1    | 0–2 | 3–1    | 1–1    | 1–3    | —   | 4–0    | —   | —   | —   | —   | —   | 2–2 | —      | —      | —   | —      |
| Perth Glory              | 23 Apr | 2–1    | 2–2    | 2–1    | 2–4    | 3–1    | 2–2    | —      | 2–2 | 1–1    | 1–0    | 2–1    | —   | —      | —   | —   | —   | —   | —   | —   | —      | —      | 1–0 | 29 Apr |
| Sydney FC                | 2–2    | 1–1    | 3–2    | 0–3    | 2–1    | 2–3    | 29 Apr | 16 Apr | —   | 0–1    | 0–1    | 3–3    | —   | —      | —   | —   | —   | 1–0 | —   | —   | —      | —      | 0–4 | —      |
| Wellington Phoenix       | 1–1    | 16 Apr | 2–2    | 4–1    | 1–3    | 1–2    | 2–1    | 2–2    | 1–0 | —      | 1–1    | 2–3    | 3–1 | —      | 2–1 | —   | —   | —   | —   | —   | —      | —      | —   | —      |
| Western Sydney Wanderers | 2–3    | 1–1    | 0–3    | 4–0    | 1–1    | 15 Apr | 2–0    | 1–0    | 0–1 | 21 Apr | —      | 1–0    | —   | —      | 2–0 | 4–0 | —   | —   | —   | —   | —      | —      | —   | —      |
| Western United           | 2–4    | 1–1    | 0–3    | 1–1    | 22 Apr | 1–0    | 1–1    | 2–1    | 1–3 | 0–3    | 1–0    | —      | 2–3 | —      | —   | —   | —   | —   | —   | —   | 1–0    | —      | —   | —      |

#### Qualification pour la Ligue des Champions de l'AFC
En raison du reformatage de la Ligue des champions de l'AFC pour avoir un calendrier interannuel à partir de septembre (hémisphère nord automne-printemps) au lieu d'un calendrier intra-annuel (hémisphère nord printemps-automne), la qualification pour la Ligue des champions de l'AFC 2023-2024 a été modifiée. La seule place de qualification pour cette compétition revient au premier du classement cumulé des deux saisons 2021-2022 et 2022-2023.

| Rang | Équipe                   | Pts | J  | G  | N  | P  | Bp  | Bc | Diff | Qualification                                  |
| ---- | ------------------------ | --- | -- | -- | -- | -- | --- | -- | ---- | ---------------------------------------------- |
| 1    | Melbourne City           | 104 | 52 | 30 | 14 | 8  | 116 | 65 | +51  | Qualifié pour la Ligue des champions 2023-2024 |
| 2    | Central Coast Mariners   | 86  | 52 | 25 | 11 | 16 | 104 | 70 | +34  |                                                |
| 3    | Adelaide United          | 85  | 52 | 23 | 16 | 13 | 91  | 77 | +14  |                                                |
| 4    | Western United           | 77  | 52 | 22 | 11 | 19 | 74  | 77 | −3   |                                                |
| 5    | Melbourne Victory        | 76  | 52 | 21 | 13 | 18 | 71  | 59 | +12  |                                                |
| 6    | Wellington Phoenix       | 74  | 52 | 21 | 11 | 20 | 73  | 94 | −21  |                                                |
| 7    | Sydney FC                | 69  | 52 | 19 | 12 | 21 | 77  | 83 | −6   |                                                |
| 8    | Western Sydney Wanderers | 68  | 52 | 17 | 17 | 18 | 73  | 65 | +8   |                                                |
| 9    | Macarthur FC             | 59  | 52 | 16 | 11 | 25 | 69  | 95 | −26  |                                                |
| 10   | Newcastle Jets           | 58  | 52 | 16 | 10 | 26 | 75  | 88 | −13  |                                                |
| 11   | Brisbane Roar            | 56  | 52 | 14 | 14 | 24 | 55  | 72 | −17  |                                                |
| 12   | Perth Glory              | 47  | 52 | 11 | 14 | 27 | 56  | 89 | −33  |                                                |

1. ↑  Déterminé par lequel des premiers ministres des saisons 2021–22 ou 2022–23 accumule le plus de points combinés au cours des deux saisons.[5]
2. ↑  Wellington Phoenix ne peut pas se qualifier pour les compétitions de la Confédération asiatique de football car ils sont basés en Nouvelle-Zélande, qui relève de la Confédération océanienne de football.

### Phase finale

#### Tableau
|  | Quarts de finale | Quarts de finale         | Quarts de finale | Quarts de finale       |   |                        | Demi-finales | Demi-finales | Demi-finales | Demi-finales |  |  | Finale      | Finale | Finale | Finale |
|  |                  |                          |                  |                        |   |                        |              |              |              |              |  |  |             |        |        |        |
|  |                  |                          |                  |                        |   |                        |              |              |              |              |  |  | 3 juin 2023 |        |        |        |
|  |                  |                          |                  |                        |   |                        |              |              |              |              |  |  |             |        |        |        |
|  |                  |                          |                  |                        |   |                        |              |              |              |              |  |  |             |        |        |        |
|  |                  |                          |                  |                        |   |                        |              |              |              |              |  |  |             |        |        |        |
|  |                  |                          |                  |                        |   |                        |              |              |              |              |  |  |             |        |        |        |
|  | 3                | Adélaïde United          | 1                | 0                      |   |                        |              |              |              |              |  |  |             |        |        |        |
|  | 3                | Adélaïde United          | 1                | 0                      |   |                        |              |              |              |              |  |  |             |        |        |        |
|  |                  |                          | 2                | Central Coast Mariners | 2 | 2                      |              |              |              |              |  |  |             |        |        |        |
|  | 3                | Adélaïde United          | 2                | Central Coast Mariners | 2 | 2                      | 2            | 2            |              |              |  |  |             |        |        |        |
|  | 3                | Adélaïde United          |                  |                        |   |                        |              | 2            |              |              |  |  |             |        |        |        |
|  | 6                | Wellington Phoenix       | 0                | 0                      |   |                        |              |              |              |              |  |  |             |        |        |        |
|  | 6                | Wellington Phoenix       | 0                | 0                      | 2 | Central Coast Mariners | 6            | 6            |              |              |  |  |             |        |        |        |
|  |                  |                          |                  |                        | 2 | Central Coast Mariners | 6            | 6            |              |              |  |  |             |        |        |        |
|  |                  |                          | 1                | Melbourne City         | 1 | 1                      |              |              |              |              |  |  |             |        |        |        |
|  |                  |                          |                  |                        | 1 | 1                      |              |              |              |              |  |  |             |        |        |        |
|  |                  |                          |                  |                        |   |                        |              |              |              |              |  |  |             |        |        |        |
|  |                  |                          |                  |                        |   |                        |              |              |              |              |  |  |             |        |        |        |
|  | 5                | Sydney FC                | 1                | 0                      |   |                        |              |              |              |              |  |  |             |        |        |        |
|  | 5                | Sydney FC                | 1                | 0                      |   |                        |              |              |              |              |  |  |             |        |        |        |
|  |                  |                          | 1                | Melbourne City         | 1 | 4                      |              |              |              |              |  |  |             |        |        |        |
|  | 4                | Western Sydney Wanderers | 1                | Melbourne City         | 1 | 4                      | 1            | 1            |              |              |  |  |             |        |        |        |
|  | 4                | Western Sydney Wanderers |                  |                        |   |                        |              | 1            |              |              |  |  |             |        |        |        |
|  | 5                | Sydney FC                | 2                | 2                      |   |                        |              |              |              |              |  |  |             |        |        |        |
|  | 5                | Sydney FC                | 2                | 2                      |   |                        |              |              |              |              |  |  |             |        |        |        |
|  |                  |                          |                  |                        |   |                        |              |              |              |              |  |  |             |        |        |        |

## Bilan de la saison
| Championnat d'Australie de football 2022-2023 |                                   |
| Champion                                      | Central Coast Mariners (2e titre) |
| Dauphin                                       | Melbourne City                    |
| Qualifications continentales                  |                                   |
| Ligue des champions de l'AFC 2023-2024        | Melbourne City                    |
| Coupe de l'AFC 2023-2024                      | Central Coast Mariners            |
| Coupe de l'AFC 2023-2024                      | Macarthur FC                      |